# Saxon Street
Saxon Street is een dorp in het Engelse graafschap Cambridgeshire. Het dorp ligt in de civil parish Woodditton, in het district East Cambridgeshire.
Het dorp ligt ten oosten van Little Ditton en Woodditton en ten zuidoosten van Newmarket. Het dorp kent een methodistische kapel, met een eigen dorpshuis. In 1885 werd de kapel vervangen. Het dorp wordt ook wel eens geduid als gehucht, wat waarschijnlijk een overblijfsel is van vroeger, tot even voorbij halverwege de 20ste eeuw, toen het vaak een aanzienlijk gehucht werd genoemd van Woodditton. Het deelde veel dingen samen, zoals de school die in de jaren tachtig van de 20e eeuw sloot.

## Geschiedenis
De plaats wordt in het Domesday Book vermeld als Sextone. Later wordt het vermeld als Saxham. De plaatsnaam 'Saxon Street' duidt op zowel een oorsprong als Angelsaksische nederzetting als op een oude weg die er liep; waarschijnlijk wordt daar de prehistorische Icknield Way mee bedoeld die langs het dorp loopt.

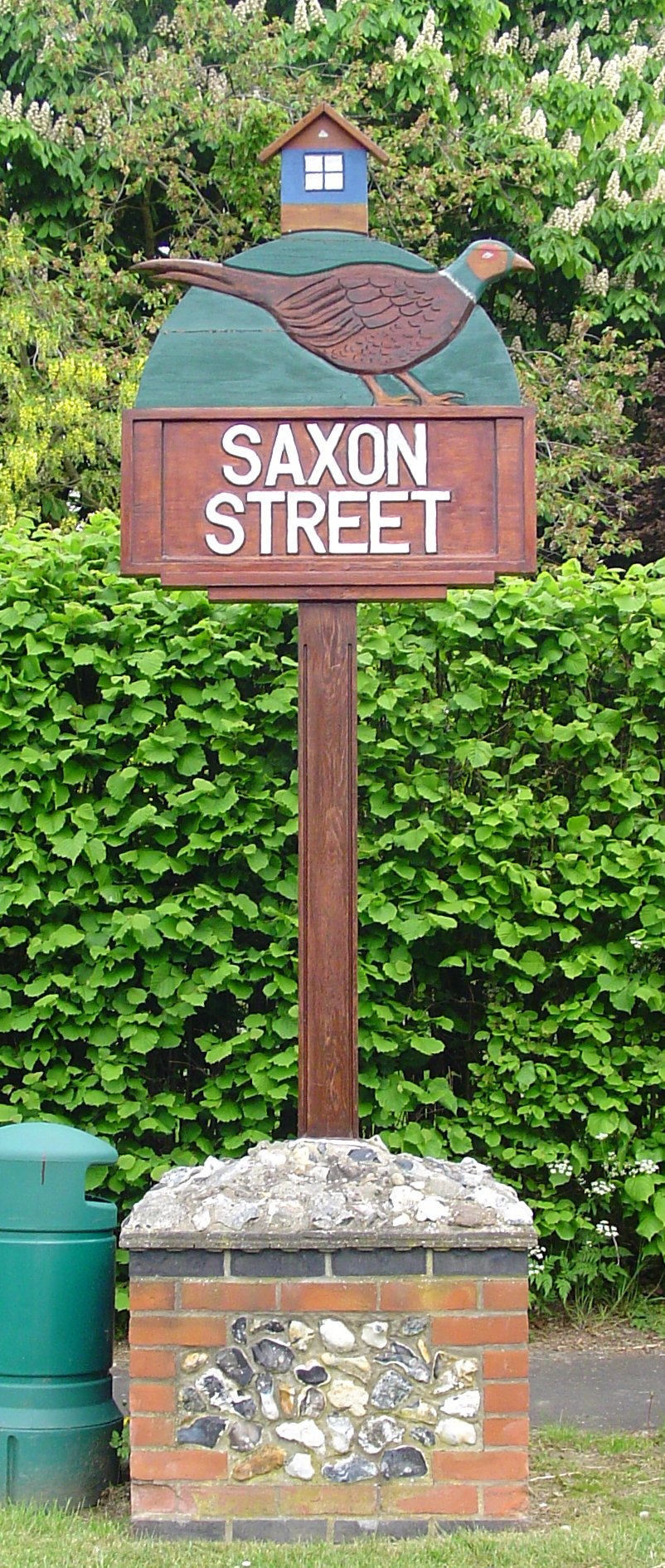
Wegwijzer in het dorp

De plaats ontwikkelde zich op een vlakke heuveltop van circa 115 meter hoog, die bestond uit tweede open groene velden, met de namen Saxon great green en Saxon little green. Over deze heuvel liep de weg tussen Newmarket en Kirtling met een zijweg naar Cheveley. De verzameling huizen langs de hoofdweg werd bekend als Saxon Street. Op het einde van de 17e eeuw en begin 18e eeuw begon de sterkste verdichting van de kern. In 1807 werd door een rector van Cheveley nog een verschil gemaakt tussen Saxon Green en Saxon Street, maar  de benaming Saxon Green raakte daarna buiten gebruik.
Ten noorden van Saxon Street ligt het landhuis Saxton Hall, dat later Saxon Hall wordt genoemd. Het landgoed gaat waarschijnlijk al terug naar de 11e eeuw, het landgoed strekte zich uit tot in wat Newmarket is geworden. In de 17e eeuw was het landgoed in bezit van de earl Sidney Godolphin als Lord of the manor en werd het bewoond door Tregonwell Frampton, die ook wel bekend staat als 'Father of the turf'. Hierdoor werd het landhuis bekend van het paardenrennen, iets waar Saxon Street nog altijd mee gelinkt is, samen met Newmarket. De bewoners van het landhuis hebben nog altijd recht op de herentitel, al is het huis in het midden van de 20ste eeuw herbouwd.